# Letsie I
Letsie I Moshoeshoe, znany również jako Mohato (ur. 1811, zm. 20 listopada 1891) – król Basuto od 18 stycznia 1870 do śmierci. Był jednym z czterech synów Moshoeshoe I. Miał syna Lerotholiego i córkę.